# Al-Miftah
Die ägyptische Zeitschrift al-Miftah (arabisch المفتاح, DMG al-Miftāḥ; „Der Schlüssel“) wurde von Tawfiq Azzuz gegründet und von 1900 bis 1903 in Kairo herausgegeben. Insgesamt erschienen vier Jahrgänge mit jeweils 12 Ausgaben. Sie bezeichnet sich selbst als „wissenschaftliche, literarische, historische, humoristische, illustrierte Zeitschrift“. Jede der Ausgaben enthielt eine Literaturbeilage.